# Гильярд, Лоренцо
Лоренцо Джером Гильярд-младший (англ. Lorenzo Jerome Gilyard Jr; род. 24 мая 1950, Канзас-Сити, штат Миссури) — американский серийный убийца, совершивший по версии следствия в период с 17 апреля 1977 года по 11 января 1993 года серию из 13 убийств женщин на территории города Канзас-Сити (штат Миссури). На основании результатов ДНК-экспертизы в 2007 году Гильярд был признан виновным в совершении 6 убийств и осужден, получив в качестве уголовного наказания пожизненное лишение свободы без права на условно-досрочное освобождение. Свою вину Лоренцо Гильярд не признал. Так как все жертвы были задушены, СМИ прозвали Гильярда «Душитель из Канзас-Сити»  (англ. «The Kansas City Strangler»).

## Ранние годы
Лоренцо Джером Гильярд-младший родился 24 мая 1950 года в Канзас-Сити (штат Миссури) в семье Лоренцо Джерома Гильярда-старшего и Лауры Гильярд. Имел четырех братьев и сестер.
Уже с ранних лет Лоренцо Гильярд начал демонстрировать агрессивное поведение. В школьные годы Гильярд совместно с братом занимался спортом. Так как физическое развитие Лоренцо шло быстрее, чем у его ровесников, Гильярд подвергал физическим нападкам других детей в школе и заработал репутацию хулигана. Его брат Дэррил Гильярд в начале 1970-х принимал участие в ежегодном турнире по любительскому боксу Золотые перчатки.
Из-за проблем с дисциплиной, успеваемостью и хронических прогулов Лоренцо был вынужден бросить школу после окончания 10-го класса. В середине 1960-х Гильярд познакомился с ровесницей по имени Рена Хилл, с которой у него вскоре начались интимные отношения. 20 ноября 1968 года Гильярд и Хилл поженились, после того как девушка узнала о беременности. После свадьбы Гильярд начал вести криминальный образ жизни и демонстрировать патологически повышенное половое влечение к девушкам.

## Ранняя криминальная деятельность
В январе 1969 года Гильярд был арестован по обвинению в нападении на знакомую девушку, в ходе которого он изнасиловал ее. Она опознала Гильярда как нападавшего, однако Лоренцо не был осужден, так как было достигнуто соглашение о примирении сторон в связи с заявлением его жертвы, которая заявила, что Гильярд загладил вред, причиненный ей им. В 1970 году отец Гильярда, Лоренцо Гильярд-старший, также был обвинен в совершении нападения с изнасилованием и впоследствии был осужден. В 1972 году Гильярд снова был арестован по обвинению в изнасиловании и нападении на женщину. Она заявила полиции, что Гильярд в ходе нападения совершил попытку ее удушения, после чего она потеряла сознание и была подвергнута сексуальному насилию. Она опознала Лоренцо в качестве преступника по фотографии, предъявленной ей полицией для визуального опознания, но впоследствии ее показания были подвергнуты сомнению, так как в ходе расследования было установлено, что женщина была знакома с Гильярдом и пребывала с ним в состоянии конфликта, благодаря чему обвинения с Гильярда были сняты, так как полиция заподозрила жертву преступления в том, что она дала показания против Лоренцо из чувства мести.
В 1973 году Гильярд был арестован за совершение нападения на свою жену. Рена Хилл заявила полиции о том, что после свадьбы на протяжении пяти лет неоднократно подвергалась физическому и сексуальному насилию со стороны своего мужа. В конечном итоге Гильярд отделался выплатой административного штрафа, после чего его жена развелась с ним. В феврале 1974 года Гильярду было предъявлено обвинение в изнасиловании 25-летней экзотической танцовщицы. Девушка опознала Лоренцо Гильярда в качестве насильника по фотографии, однако обвинения с него в очередной раз были сняты из-за соглашения о примирении сторон. В июле 1974 года Лоренцо Гильярду  было предъявлено обвинение в изнасиловании 13-летней сестры друга на берегу реки Миссури. После того, как жертва изнасилования изменила свои показания, обвинение в изнасиловании с Гильярда было снято. Он был обвинен в половом сношении с лицом, не достигшим 16-летнего возраста, и осужден. В качестве уголовного наказания он получил девять месяцев лишения свободы в окружной тюрьме округа Джексон. После освобождения он женился во второй раз, но его жена вскоре ушла от него и подала на развод, заявив о том, что так же, как и Рена Хилл, подвергалась избиению и сексуальному насилию со стороны Лоренцо. После развода, в конце 1970-х он женился в третий раз.
В 1979 году Гильярд в очередной раз был арестован. Ему было предъявлено обвинение в совершении нападения на молодую пару, в ходе которого  он изнасиловал девушку и угрожал убийством ее жениху. Несмотря на то, что жертвы преступления идентифицировали Гильярда в качестве преступника, из-за недостатка других доказательств в сентябре 1980 года на судебном процессе вердиктом жюри присяжных заседателей он был оправдан. Через несколько месяцев он был арестован по обвинению в нападении при отягчающих обстоятельствах на свою третью жену, но отделался административным штрафом. Она развелась с ним в январе 1981 года. В следующем месяце Гильярд в течение нескольких дней дважды совершил нападение на нее, в ходе которых избил ее. В первом случае он выбил ей передние зубы, а во втором нанес ей удар ледорубом в руку. Гильярд был арестован, обвинен в нападении третьей степени, но получил условное осуждение с установлением испытательного срока. В ноябре 1981 года Гильярд был арестован за совершении кражи. Он внес залог в размере 3500 долларов, после чего был отпущен на свободу. Весной за нарушение испытательного срока он был приговорен  к четырем годам лишения свободы. В этот период его сестра Патрисия Диксон была замечена в занятии проституцией. В 1983 году она была арестована по обвинению в убийстве и впоследствии была осуждена, получив в качестве наказания 11 лет лишения свободы. 10 января 1983 года Лоренцо Гильярд получил условно-досрочное освобождение и вышел на свободу, но вскоре был возвращен в тюрьму за нарушение условий досрочного освобождения, после того как он был арестован на территории округа Уайандотт за угрозу взрыва бомбы. В конце 1985 года он снова вышел на свободу, после чего в январе 1986 года устроился мусорщиком в компании «Deffenbaugh Disposal Service», где его отец работал в отделе технического обслуживания.
23 декабря 1987 года Лоренцо Гильярд попал в число подозреваемых в совершении убийства Шейлы Инголд. Гильярд подвергся допросу, во время которого у него был взят образец крови, но из-за отсутствия очевидных доказательств его причастности его вскоре были вынуждены отпустить. В 1991 году Гильярд женился в четвертый раз, прекратил вести криминальный образ жизни и получил административную должность супервайзера в компании «Deffenbaugh Disposal Service», благодаря чему вскоре в его подчинении находилось несколько бригад по уборке мусора в разных районах города Канзас-Сити. В июле 1996 года соседка Лоренцо обратилась в полицию и заявила о том, что подвергалась преследованию и сексуальным домогательствам со стороны Гильярда начиная с сентября 1995 года. Однако Гильярду никаких обвинений предъявлено в дальнейшем не было, так как женщина вскоре сменила место жительства. Несмотря на этот инцидент, вплоть до своего разоблачения Гильярд более не демонстрировал деструктивного поведения по отношению к другим. Большинство из его друзей и знакомых характеризовали его крайне положительно и заявляли о том, что его общество никогда не приносило психологического дискомфорта.
Младший брат Лоренцо — Дэррил Гильярд — в начале 1980-х также работал мусорщиком в компании «Deffenbaugh Disposal Service». В 1984 году он попал в дорожно-транспортное происшествие, когда его мусоровоз столкнулся с другим грузовиком. Дэрил Гильярд получил тяжелую травму, в результате чего ему ампутировали ноги. Он подал гражданский иск и выиграл суд, получив в качестве компенсации более 4 миллионов долларов, но в 1989 году  был осужден по обвинению в убийстве и получил в качестве наказания пожизненное лишение свободы без права на условно-досрочное освобождение.

## Разоблачение
В 2001 году полицейское управление Канзас-Сити получило многомиллионный федеральный грант на проведение разнообразных криминалистических экспертиз, в том числе ДНК-экспертизы для раскрытия нераскрытых преступлений. На основании ДНК-экспертизы образца крови Гильярда следствие установило его причастность  к убийствам шести женщин, в том числе в убийстве Шейлы Ингольд, в убийстве которой он подозревался еще в 1987 году. На основании других косвенных улик он вошел в число подозреваемых в совершении убийства еще как минимум шести женщин, убитых в период с апреля 1977 года по январь 1993 года. Все жертвы находились в возрасте от 15 до 36 лет и были задушены с помощью различных предметов, включая нейлоновые чулки, шнурки, проволоку. Тела были обнаружены в разных местах Канзас-Сити, на свалках, в снежных сугробах, в заброшенных зданиях и фургонах, в поле и на парковках разных зданий. Все жертвы, кроме одной, были проститутками. Девять жертв были обнаружены обнаженными или частично одетыми. Одиннадцать жертв подверглись сексуальному насилию. Полиция не связывала ни одного из убийств до 1994 года, когда были связаны два убийства. 16 апреля 2004 года Гильярд был арестован и ему было предъявлено обвинение по 12 пунктам обвинения в совершении убийства 1-й степени.

## Жертвы
Гильярд обвинялся в совершении убийств:
- 17-летней Стэйси Суоффорд. Последний раз девушка была замечена живой 10 апреля 1977 года, после чего пропала без вести. Ее тело с признаками удушения было обнаружено на одном из пустырей 17 апреля 1977 года. В ходе расследования было установлено, что девушка появилась в Канзас-Сити за несколько месяцев до своей гибели. Она была бездомной и зарабатывала на жизнь проституцией.
- 15-летней Гвендолин Кизин, тело которой с признаками удушения было обнаружено 23 января 1980 года. Ее отец сообщил о пропаже дочери за день до обнаружения ее тела. Шея и запястья жертвы были туго обмотаны проволокой. В ходе расследования было установлено, что девушка была проституткой, а ее родители видели ее в последний раз за неделю до ее смерти.
- 17-летней Маргарет Миллер, которая была задушена 9 мая 1982 года. Миллер так же, как и предыдущие жертвы, зарабатывала на жизнь проституцией.
- 34-летней Кэтрин Барри, которая была убита 14 марта 1986 года. Ее тело было обнаружено в заброшенном здании, с чулком, который был туго обвязан вокруг ее шеи. В ходе расследования ее смерти полиция установила, что Кэтрин Барри не была проституткой. Она страдала психическим заболеванием, благодаря чему часто сбегала из дома, ночевала в приютах для бездомных и имела множество знакомых среди маргинального слоя общества.
- 23-летней Наоми Келли, которая была задушена 16 августа 1986 года. Келли была студенткой в бизнес-школе и матерью-одиночкой, воспитывающей двоих детей, но в ходе расследования было установлено, что девушка испытывала материальные трудности и была замечена в занятии проституцией. Ее тело убийца сбросил на территории парка в центре города. В качестве орудия убийства он использовал полотенце, которое оставил на теле жертвы.
- 32-летней Деборы Блевинс, которая была найдена задушенной 27 ноября 1986 года. Ее полностью обнаженное тело было обнаружено в кустах рядом с церковью.
- 36-летней Энн Барнс, которая была найдена задушенной 17 апреля 1987 года недалеко от центра города. Барнс работала экзотической танцовщицей в одном из заведении и была замечена в занятии проституцией.
- 20-летней Келли Форд, которая была убита 9 июня 1987 года. Ее почти полностью обнаженное тело было сброшено на краю обрыва недалеко от одного из парков Канзас-Сити. В ходе расследования было установлено, что девушка страдала наркотической зависимостью и являлась проституткой.
- 19-летней Анджелы Мэйхью, которая была задушена 12 сентября 1987 года. Тело Мэйхью было обнаружено почти полностью одетым на обочине одной из дорог. Несмотря на то, что девушка являлась проституткой, следов сексуального насилия на ее теле обнаружено не было.
- 36-летней Шейлы Инголд, которая была обнаружена задушенной 3 ноября 1987 года. Женщина зарабатывала на жизнь проституцией. Тело Ингольд преступник поместил в заброшенный фургон, который находился возле одной из автомастерских в Канзас-Сити. После убийства преступник похитил у жертвы два кольца.
- 30-летней Кармелины Хиббс, которая была обнаружена задушенной 19 декабря 1987 года. Ее частично обнаженное тело было обнаружено на парковке одного из жилых многоквартирных домов.
- 29-летней Конни Лютер, чье тело с петлей на шее, сделанной из шнурков, было обнаружено в снежном сугробе 11 января 1993 года. В ходе расследования было установлено, что девушка также являлась проституткой[15][16][17].

23 июня 2006 года на основании результатов еще одной ДНК-экспертизы Лоренцо Гильярду было предъявлено еще одно обвинение в совершении убийства. Он обвинялся в убийстве 26-летней Хельги Крюгер, которая была задушена в феврале 1989 года с помощью полотенца в Канзас-Сити. Девушка переехала из Австрии в США в середине 1980-х, после чего оказалась в Канзас-Сити. Дважды, в 1988 и 1989 годах она привлекалась к уголовной ответственности и была осуждена за вымогательство, однако в занятии проституцией замечена не была.

## Суд
В январе 2007 года адвокатам Гильярда удалось заключить соглашение с прокуратурой округа Джексон. В обмен на отмену вынесения уголовного наказания в виде смертной казни Гильярд согласился на проведение судебного процесса без жюри присяжных заседателей. Судебный процесс открылся 5 марта 2007 года. В конечном итоге Гильярду были предъявлены обвинения только лишь в совершении убийств 7 женщин, на трупах которых была обнаружена семенная жидкость и где доказательства причастности Гильярда были получены на основании ДНК-экспертизы. На протяжении всего судебного процесса Лоренцо Гильярд свою вину не признал и настаивал на своей непричастности к совершению преступлений.
17 марта того же года Гильярд был признан виновным в совершении убийств Кэтрин Барри, Наоми Келли, Энн Барнс, Келли Форд, Шейлы Инголд и Кармелины Хиббс. В совершении убийства Анджелы Мэйхью Лоренцо Гильярд был оправдан, так как на ее теле не были обнаружены следы семенной жидкости, а только человеческий волос, который по версии следствия был оставлен ее убийцей. Результаты ДНК-экспертизы волос показали высокую вероятность, что это были волосы Гильярда, и не исключили его из числа подозреваемых, но в конечном итоге были признаны неубедительны. 13 апреля 2007 года Лоренцо Гильярд был приговорен к пожизненному лишению свободы без права на условно-досрочное освобождение.

## В заключении
В 2018-м году 68-летний Лоренцо Гильярд получил вторую волну известности, после того как его в тюрьме посетил известный британский журналист и телеведущий Пирс Морган с целью взять у него интервью для телепередачи. Во время интервью Гильярд снова заявил о своей невиновности, отказался обсуждать преступления, за совершение которых был осужден и негативно высказался о Пирсе Моргане.